# Yúliya Sávicheva
Yúliya Stanislávovna Sávicheva (Nombre en ruso: Ю́лия Станисла́вовна Са́вичева) o simplemente Julia Savicheva (como se la conoce mundialmente) es una famosa cantante de música pop en Rusia. Representó a su país en el Festival de Eurovisión de 2004 celebrado en Estambul.

## Biografía
Julia Savicheva nació el 14 de febrero de 1987, en la ciudad de Kurgán y pertenece a una familia de músicos. En particular, su padre era pianista y por eso su familia normalmente frecuentaba personajes del espectáculo. Todos esto influyó en las inclinaciones de Yulia, no obstante ella mostró grandes cualidades artísticas desde muy pequeña.
Es así que a la edad de 4 años debuta en escena dentro del grupo llamado "Agatha Christie". Cuando tenía 6 años, a su padre le ofrecieron un trabajo en Moscú y su madre consiguió un empleo gestionando el departamento infantil de una empresa de actuaciones. El padre de Yulia la fue metiendo más de lleno en el mundo del espectáculo, apuntándola a varias actividades musicales. Su primera gran aparición fue en una actuación de año nuevo del centro donde su madre trabajaba y más tarde, en 1996, hizo los coros para la cantante rusa Linda.
En el 2003 participó en el concurso Fabrika Zvezd (Fabrica de estrellas, Operación Triunfo) y llegó a las semifinales, pero no ganó. No obstante, fue quien más éxito tuvo después de Fabrika Zvezd con sencillos como "Korabli" (Barcos), "Visoko" (Arriba) o "Prosti Za Lyubov" (Perdón por amar).Participó del festival Eurovision Song Contest con su canción "Believe Me" resultando semifinalista, pero esto marcaría un antes y un después en su carrera. Una de sus más bonitas canciones es "Esli v serdtse zhivët lyubov'" que significa: "si en el corazón vive el amor", realizada el 2005. Actualmente ya ha editado dos álbumes, otro de duetos y un álbum en directo.

## Discografía
1. Vysoko (Высоко) (2005)
2. Если в сердце живёт любовь (Yesli v sierdtsie zhiviot liubov') (2005)
3. Magnit (Магнит) (2006)
4. Origami (2008)
5. Serdtsebienie (2012)
6. Lichnoe (2015)

También ha lanzado varios singles a lo largo de su carrera que no han sido incluidos en sus discos:
- Otpusti ft Dzhigan
- Nevesta
- Lyubit Bolshe Nechem ft Dzhigan
- Prosti

Actualmente Sávicheva se ha casado con Alexandr Arshinov, un músico y productor musical con quien estuvo en pareja hace 13 años y por fin a fines del año 2015 formalizaron su amor en el altar. En este 2016 surgieron muchos rumores sobre Sávicheva, sobre un posible embarazo tras un reportaje en el cual ella decía "Estoy lista para ser madre" y luego de que se la viera usando ropa holgada en muchas presentaciones.